# 名古屋市役所
名古屋市役所（日语：／*/?）是日本愛知縣名古屋市的市政廳。名古屋市役所竣工於1933年，在政令指定都市中僅次於1927年竣工的京都市役所，是歷史第二久的市役所。現在名古屋市役所是日本的重要文化財，並且是名古屋市的都市景觀重要建築。

## 交通
名古屋市役所本廳舎
- 名古屋市交通局名古屋市營地下鐵名城線 - 市役所車站
- 名古屋鐵道瀨戶線 - 東大手車站

## 外部連結
- 名古屋市役所（页面存档备份，存于）